# Бакар Мірцхулава
Бакар Мірцхулава (груз. ბაქარ მირცხულავა; нар. 24 травня 1992, Галі, Грузія) — грузинський футболіст, захисник «Гареї».

## Клубна кар'єра
Вихованець кутаїського «Торпедо». У 16-річному віці приєднався до молодіжної команди португальського гранда «Бенфіки» (Лісабон). Одразу ж був переведений в дубль «Бенфіки». Після відходу з «Бенфіки» ледь не перебрався в португальський «Марітіму», а також отримав пропозицію перейти в бельгійський або російський клуб, але контракт не був підписаний. Останнім варіантом було повернення в кутаїське «Торпедо», де тренерами працював дует Кікнадзе-Замтарадзе.
У липні 2012 року покинув «Торпедо» вільним агентом. У січні 2013 року перейшов до молдовського «Зімбру». Дебютував за столичний клуб 3 березня 2013 року в програному (0:2) поєдинку проти «Ністру». Загалом зв «Зімбру» провів 7 матчів. У цьому ж році захищав честь футбольного клубу «Динамо» (Зугдіді), а в січні 2015 року приєднався до кутаїського «Торпедо». Перехідний сезон Ліги Еровнулі 2016 року провів у складі кобулетинської «Шукури». Під час зимового трансферного вікна 2017 року приєднався до сачхерської «Чихури».

## Кар'єра в збірній
Зіграв 8 матчів в юнацькій збірній Грузії (U-17). У складі юнацької збірної Грузії (U-19) зазнали трьох поразок, дві з них — одноліткам з Азербайджану та Португалії, але виграли поєдинок проти Греції (1:0). 30 травня 2010 року Олександр Чивадзе викликав Бакара на матч кваліфікації чемпіонату Європи проти молодіжної збірної Швейцарії, однак на полі Мірцхулава так і не з'явився. Поєдинок завершився внічию (0:0).

## Статистика виступів

### Клубна
Станом на 3 липня 2021 року
| Сезон                          | Команда                        | Чемпіонат                      | Чемпіонат | Чемпіонат | Нац. кубок | Нац. кубок | Нац. кубок | Конт. кубок | Конт. кубок | Конт. кубок | Інші кубки | Інші кубки | Інші кубки | Загалом | Загалом |
| Сезон                          | Команда                        | Змаг.                          | Матчі     | Голи      | Змаг.      | Матчі      | Голи       | Змаг.       | Матчі       | Голи        | Змаг.      | Матчі      | Голи       | Матчі   | Голи    |
| ------------------------------ | ------------------------------ | ------------------------------ | --------- | --------- | ---------- | ---------- | ---------- | ----------- | ----------- | ----------- | ---------- | ---------- | ---------- | ------- | ------- |
| 2011-2012                      | «Торпедо» (Кутаїсі)            | ЛУ                             | 1         | 0         |            | -          | -          |             | -           | -           |            | -          | -          | 1       | 0       |
| січ.-тр. 2013                  | «Зімбру»                       | НД                             | 7         | 0         |            | -          | -          |             | -           | -           |            | -          | -          | 7       | 0       |
| 2013-2014                      | «Динамо» (Зугдіді)             | ЛУ                             | 28        | 1         | КГ         | 1          | 0          |             | -           | -           |            | -          | -          | 29      | 1       |
| 2014-січ. 2015                 | «Динамо» (Зугдіді)             | ЛУ                             | 10        | 0         | КГ         | 2          | 0          |             | -           | -           |            | -          | -          | 12      | 0       |
| Загалом за «Динамо» (Зугдіді)  | Загалом за «Динамо» (Зугдіді)  | Загалом за «Динамо» (Зугдіді)  | 38        | 1         |            | 3          | 0          |             | -           | -           |            | -          | -          | 41      | 1       |
| січ.-тр. 2015                  | «Торпедо» (Кутаїсі)            | ЛУ                             | 14        | 0         | КГ         | 2          | 0          |             | -           | -           |            | -          | -          | 16      | 0       |
| 2015-2016                      | «Торпедо» (Кутаїсі)            | ЛУ                             | 13        | 1         | КГ         | 1          | 0          |             | -           | -           |            | -          | -          | 14      | 1       |
| Загалом за «Торпедо» (Кутаїсі) | Загалом за «Торпедо» (Кутаїсі) | Загалом за «Торпедо» (Кутаїсі) | 27        | 1         |            | 3          | 0          |             | -           | -           |            | -          | -          | 30      | 1       |
| 2016                           | «Шукура»                       | ЛУ                             | 13        | 0         |            | -          | -          |             | -           | -           |            | -          | -          | 13      | 0       |
| 2017                           | «Чихура»                       | ЛЕ                             | 28        | 1         | КГ         | 5          | 1          |             | -           | -           |            | -          | -          | 33      | 2       |
| 2018                           | «Чихура»                       | ЛЕ                             | 33        | 1         | КГ         | 1          | 0          | ЛЄУ         | 4           | 0           | СГ         | 1          | 0          | 39      | 1       |
| Загалом за «Чихуру»            | Загалом за «Чихуру»            | Загалом за «Чихуру»            | 61        | 2         |            | 6          | 1          |             | 4           | 0           |            | 1          | 0          | 72      | 3       |
| 2019                           | «Діла»                         | ЛЕ                             | 30        | 0         |            | -          | -          |             | -           | -           |            | -          | -          | 30      | 0       |
| 2020                           | «Торпедо» (Кутаїсі)            | ЛЕ                             | 13        | 0         | КГ         | 3          | 0          |             | -           | -           |            | -          | -          | 16      | 0       |
| 2021                           | «Торпедо» (Кутаїсі)            | ЛЕ                             | 17        | 0         |            | -          | -          |             | -           | -           |            | -          | -          | 17      | 0       |
| Загалом за «Торпедо» (Кутаїсі) | Загалом за «Торпедо» (Кутаїсі) | Загалом за «Торпедо» (Кутаїсі) | 30        | 0         |            | 3          | 0          |             | -           | -           |            | -          | -          | 33      | 0       |
| Усього за кар'єру              | Усього за кар'єру              | Усього за кар'єру              | 207       | 4         |            | 15         | 1          |             | 4           | 0           |            | 1          | 0          | 227     | 5       |

## Досягнення
«Торпедо» (Кутаїсі)
- Кубок Грузії
  -  Володар (2): 2016, 2022

«Чихура»
- Кубок Грузії
  -  Володар (1): 2017